# Sebastian Middeke
Sebastian Middeke (* 2. Februar 1984 in Bad Driburg) ist ein deutscher Fußballtrainer und ehemaliger Fußballspieler.

## Werdegang

### Spieler
Der Stürmer Sebastian Middeke begann seine Karriere beim SV Rot-Weiß Alhausen und wechselte als Jugendlicher zunächst zum TuS Bad Driburg und später zum SC Paderborn 07. Nach seiner Jugendzeit spielte Middeke zunächst für Rot-Weiß Erlinghausen und wurde dort vom späteren Geschäftsführer von Borussia Dortmund Hans-Joachim Watzke trainiert. In der Rückrunde der Saison 2006/07 spielte Middeke für den FC Gütersloh 2000 in der Oberliga Westfalen. Anschließend wechselte er zum TuS Erkeln und kehrte 2011 zum TuS Bad Driburg zurück. Er ließ seine Karriere als Spielertrainer beim SV Bergheim ausklingen.

### Trainer
Im Sommer 2016 wurde Sebastian Middeke Co-Trainer der ersten Frauenmannschaft des SV Meppen in der 2. Bundesliga. Ab 2019 übernahm er in Personalunion die zweite Mannschaft und die B-Juniorinnen des SV Meppen. Im Februar 2021 übernahm Middeke den Zweitligisten SpVg Berghofen, konnte aber den Abstieg der Dortmunderinnen nicht verhindern. Zur Saison 2022/23 übernahm Middeke den Bundesligisten 1. FFC Turbine Potsdam. Nach einem katastrophalen Saisonstart mit nur einem Punkt aus den ersten sechs Saisonspielen belegten die Potsdamerinnen Ende Oktober 2022 den letzten Tabellenplatz der Bundesliga, weshalb der Verein sich von Middeke trennte. Im Februar 2023 übernahm Middeke dann die in der 2. Bundesliga spielende zweite Mannschaft des 1. FC Köln. Im Juli 2023 kehrte Middeke als Trainer der U20-Frauen und Sportchef Frauenfußball zurück zum SV Meppen.